# BIBLE -SPEED BEST CLIPS-
『BIBLE -SPEED BEST CLIPS-』（バイブル スピード・ベスト・クリップス）は、日本のボーカルダンスグループであるSPEEDの4枚目のビデオ・クリップ集。

## 概要
- 2011年4月27日にSONIC GROOVEよりリリースされた。
- 当初は2011年3月30日に発売が予定されていたが、東北地方太平洋沖地震の影響で同年4月27日に延期となった。
- ビデオ・クリップ集としての映像作品は『SPEED VIDEO CLIPS「SPEED SPIRITS COMPLETE」』以来約11年ぶりのリリースである（再発盤を含めると『SPEED VIDEO CLIPS「SPEED SPIRITS II」』以来約7年半ぶり）。
- 伊秩弘将がプロデュースを手がけた楽曲のビデオ・クリップのみを収録しており、内容としては「SPEED SPIRITS COMPLETE」の全楽曲に加え、「One More Dream」「Be My Love」「あしたの空」「Wake Me Up! Re Track」「熱帯夜 Re Track」の5曲が収録されている。
- 初回盤はジャケットが三方背スリーブ仕様となっていて、ベースの色も通常盤とは異なっている(通常盤は白、初回盤は黒)。

## 収録曲
1. Body & Soul
2. STEADY
3. Go! Go! Heaven
4. Luv Vibration
  - 1stアルバム『Starting Over』収録曲。
5. Wake Me Up!
6. 熱帯夜
  - 4thシングル『Wake Me Up!』収録曲。
7. White Love
8. my graduation
9. ALIVE
10. ALL MY TRUE LOVE
11. Precious Time
12. Breakin' out to the morning
13. Long Way Home
14. Carry On my way
  - 3rdアルバム『Carry On my way』収録曲。
15. April 〜Theme of "Dear Friends"〜
  - 2ndベスト・アルバム『SPEED THE MEMORIAL BEST 1335days Dear Friends 2』収録曲。
16. One More Dream
  - 約10年を経て本作で初めての映像作品化となった。
17. Be My Love
18. あしたの空
19. Wake Me Up! Re Track
  - 3rdベスト・アルバム『SPEEDLAND -The Premium Best Re Tracks-』収録曲。
20. 熱帯夜 Re Track
  - 3rdベスト・アルバム『SPEEDLAND -The Premium Best Re Tracks-』収録曲。
21. 【bonus track】季節がいく時 〜Live 2010 ver.〜
  - 2010年に行った全国ツアー『SPEED LIVE 2010〜GLOWING SUNFLOWER〜』で「季節がいく時」(9thシングル『Precious Time』収録)の披露中にバックスクリーンに映し出されていた映像である。音源は大阪城ホール公演のものをそのまま使用している。
22. 【bonus track】Be My Love off shot
  - 「Be My Love」のビデオ・クリップ撮影の様子などが収録された映像である。撮影されたのは2003年であるため、撮影から約8年を経て初公開という形となった。

## カタログ
- AVBD-16229 ¥3,990